# Cose di cuore
Cose di cuore è il quindicesimo album del cantante italiano Nino D'Angelo, pubblicato nel 1987.

## Tracce
1. Stasera
2. Chisà si me pienze
3. Cuore
4. Si ce staie tu
5. Amici miei
6. Stupida avventura
7. Capriccio mio
8. È bello
9. E ti scriverò
10. 'E piccerille